# Crossosomatales
Crossosomatales sind eine Ordnung innerhalb der Bedecktsamigen Pflanzen (Magnoliopsida).

## Beschreibung
Es sind Sträucher oder Bäume, die meist immergrün sind. Die Laubblätter sind einfach oder zusammengesetzt.
Die Blattränder sind gezähnt. Nebenblätter sind vorhanden.

## Systematik
Die Ordnung Crossosomatales wird innerhalb der Bedecktsamer in die Gruppe der Eurosiden II gestellt. Sie enthält folgenden Familien:
- Aphloiaceae
- Crossosomataceae
- Geissolomataceae
- Guamatelaceae
- Stachyuraceae
- Pimpernussgewächse (Staphyleaceae)
- Strasburgeriaceae inklusive Ixerbaceae